# Patek Philippe & Co.
Patek Philippe & Co. (PP) là một nhà sản xuất đồng hồ đeo tay và đồng hồ bỏ túi cao cấp của Thụy Sĩ, được thành lập năm 1851 có trụ sở tại Geneva và thung lũng Joux. Hãng thiết kế sản xuất đồng hồ và bộ chuyển động đồng hồ, trong đó có những chiếc đồng hồ cơ cực kì tinh xảo. Rất nhiều các chuyên gia, người hâm mộ đồng hồ đánh giá Patek Philippe là thương hiệu đồng hồ đeo tay có uy tín nhất trên thế giới.
Patek Philippe là một trong những nhà sản xuất đồng hồ lâu đời nhất trên thế giới với lịch sử sản xuất đồng hồ không bị gián đoạn kể từ khi thành lập. Công ty đã thiết kế và sản xuất đồng hồ cũng như bộ phận chuyển động, bao gồm một số đồng hồ cơ khí phức tạp nhất. Công ty duy trì hơn 400 địa điểm bán lẻ trên toàn cầu và hơn một chục trung tâm phân phối trên Châu Á, Châu Âu, Bắc Mỹ và Châu Đại Dương. Năm 2001, nó mở Bảo tàng Patek Philippe ở Geneva.
Patek Philippe được nhiều người coi là một trong những nhà sản xuất đồng hồ danh tiếng nhất trên thế giới. Trong những năm qua, những người bảo trợ và chủ sở hữu đồng hồ đáng chú ý của Patek Philippe bao gồm Victoria của Anh, Nữ hoàng Elizabeth II, Giáo hoàng Pius IX, Marie Curie, Albert Einstein, John F. Kennedy, Nelson Mandela, Pablo Picasso, Pyotr Tchaikovsky, và Leo Tolstoy. Tính đến tháng 12 năm 2019, trong số mười chiếc đồng hồ đắt nhất từng được bán đấu giá trên thế giới, bảy chiếc là đồng hồ Patek Philippe. Đặc biệt, Patek Philippe Grandmaster Chime Ref. 6300A-010 hiện đang giữ danh hiệu chiếc đồng hồ (và đồng hồ đeo tay) đắt nhất từng được bán đấu giá (31,19 triệu đô la Mỹ hoặc 31 triệu CHF), trong khi Patek Philippe Henry Graves Supercomplication, đồng hồ cơ phức tạp nhất thế giới cho đến năm 1989, hiện đang giữ danh hiệu đồng hồ bỏ túi đắt nhất từng được bán đấu giá (24 triệu đô la Mỹ hay 23.237.000 CHF).

## Lịch sử
Norbert Antoine de Patek, một thợ đồng hồ người Ba Lan, đã bắt đầu chế tạo những chiếc đồng hồ bỏ túi năm 1839 tại Geneva cùng với người đồng hương Franciszek Czapek. Họ dừng hợp tác với nhau năm 1844. Năm 1845 Patek hợp tác với Adrien Philippe, thợ đồng hồ người Pháp, người phát minh ra cơ chế lên dây không cần chìa. Patek Philippe & Co ra đời năm 1851.
Năm 1868, Patek Philippe đã chế tác đồng hồ đeo tay Thụy Sĩ đầu tiên cho nữ bá tước Koscowicz của Hungary.
Vào tháng 3 năm 1877, Antoni Patek đã qua đời ở tuổi 65, nhưng con trai duy nhất của ông, Léon Mecyslas Vincent, đã không nối nghiệp cha ông. Kết quả là Joseph Antoine Bénassy-Philippe, một trong những người con rể của Adrien Philippe, đã kế vị vị trí của Antoni Patek.
Năm 2010, công ty đã sản xuất 40.000 chiếc đồng hồ Theo Thierry Stern, năm 2012, công ty đã sản xuất 50.000 chiếc..
Từ năm 1932, công ty thuộc sở hữu của gia đình Stern, được lãnh đạo bởi Philippe Stern và con trai Thierry Stern được chuyển giao quyền lãnh đạo từ cha năm 2010.
Cho đến tận thời điểm này, Thierry Stern vẫn giữ nguyên tắc: Muốn mua đồng hồ, khách hàng phải gửi hồ sơ đăng ký trực tiếp với hãng. Hãng sẽ xét bán theo thứ tự ưu tiên: Danh nhân thế giới; Chính khách quyền lực; Nghệ sĩ nổi tiếng và cuối cùng là giàu có. Mỗi chiếc đồng hồ được xuất xưởng, chắc chắn sẽ mang sứ mệnh phục vụ cho một bậc danh tài của thế giới. Vì thế, Patek Philippe không xây dựng bất cứ một đại lý nào trên toàn thế giới mà chỉ bán trực tiếp cho khách hàng. Mỗi khi hoàn tất một chiếc đồng hồ, hãng thực hiện một buổi lễ khai sinh và đặt tên. Vì vậy, mỗi chiếc đồng hồ đều có nhân thân riêng biệt. Bộ giấy khai sinh của mỗi chiếc được lưu trữ trong tàng thư của hãng.

## Tại Việt Nam
Ở Việt Nam, có lẽ dòng đồng hồ này xuất hiện vào khoảng năm 1955. Người đầu tiên sở hữu là Ngô Đình Thục. Sau này Ngô Đình Thục đã tặng chiếc Patek Philippe này cho Ngô Đình Diệm.

## Kỷ lục
Năm 2014, hãng Patek Philippe & Co xuất xưởng 7 chiếc đồng hồ đeo tay có tên khai sinh là Grandmaster Chime 5175. Đây là loạt sản phẩm kỷ niệm 175 năm ngày thành lập và mất đến 8 năm để chế tác. Hãng chỉ giao 6 chiếc Grandmaster Chime 5175 cho khách hàng. Chiếc còn lại sẽ được lưu giữ trong bảo tàng của hãng. Giá mỗi chiếc Grandmaster Chime 5175 tương đương 60 tỉ đồng tiền Việt.
Ngày 09 tháng 12 năm 2015, tại chi nhánh Nhà bán đấu giá Sotheby's ở Geneva (Thụy Sĩ), diễn viên điện ảnh Brad Pitt đã bỏ ra số tiền kỷ lục là 7,5 triệu USD, gấp 11 lần mức giá khởi điểm 690.000 USD để mua một chiếc đồng hồ đeo tay có lịch vạn niên, trở thành chiếc đồng hồ đắt nhất thế giới thuộc dạng này được bán qua đấu giá. Đó là chiếc đồng hồ loại Reference 5016 siêu cao cấp, cấu thành từ 506 bộ phận cơ khí khác nhau được làm hoàn toàn bằng tay, với lịch vạn niên hiển thị cực kỳ chính xác như tự động thêm 1 ngày vào năm nhuận trong vòng một thế kỷ kế tiếp. Ngoài ra là lịch thiên văn chỉ thời điểm mặt trời mọc và lặn, thời gian thiên văn qua vị trí tương ứng của các ngôi sao, cách tính phương trình thiên văn quy chiếu giữa lịch dương và lịch âm.

## Hình ảnh

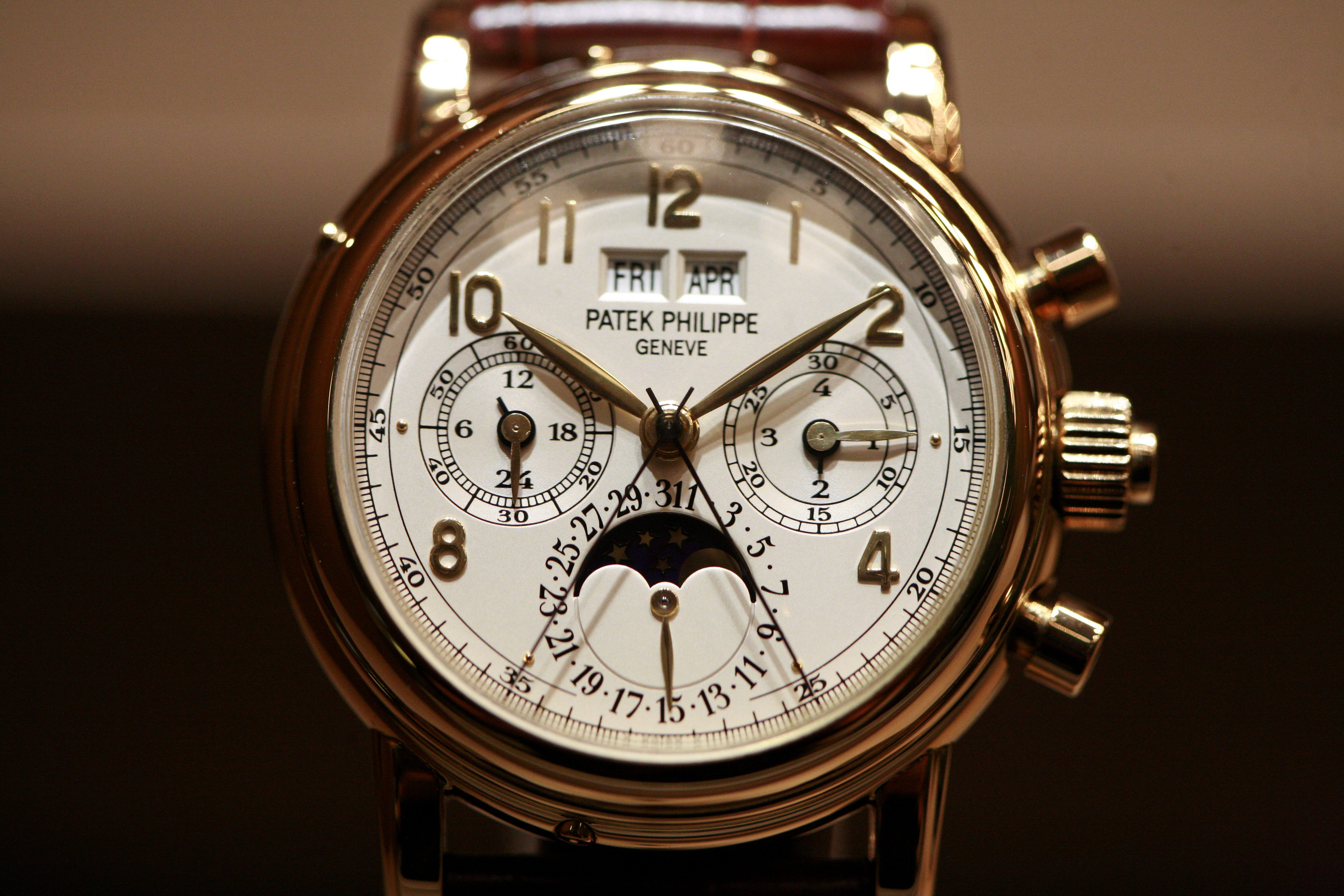
Đồng hồ nhiều kim kết hợp lịch vạn niên/moonphase
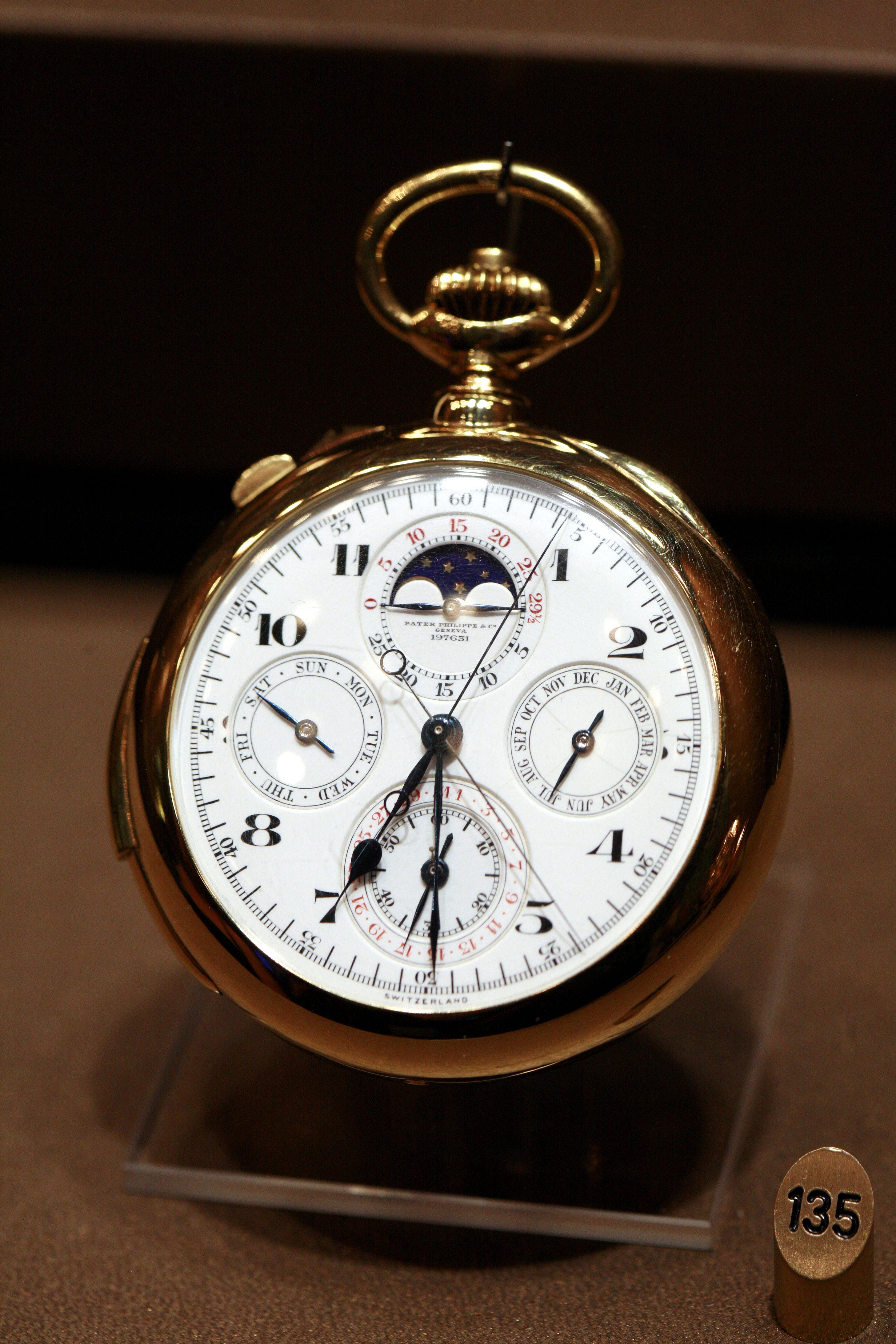
Đồng hồ bỏ túi moonphase kiêm lịch vạn niên
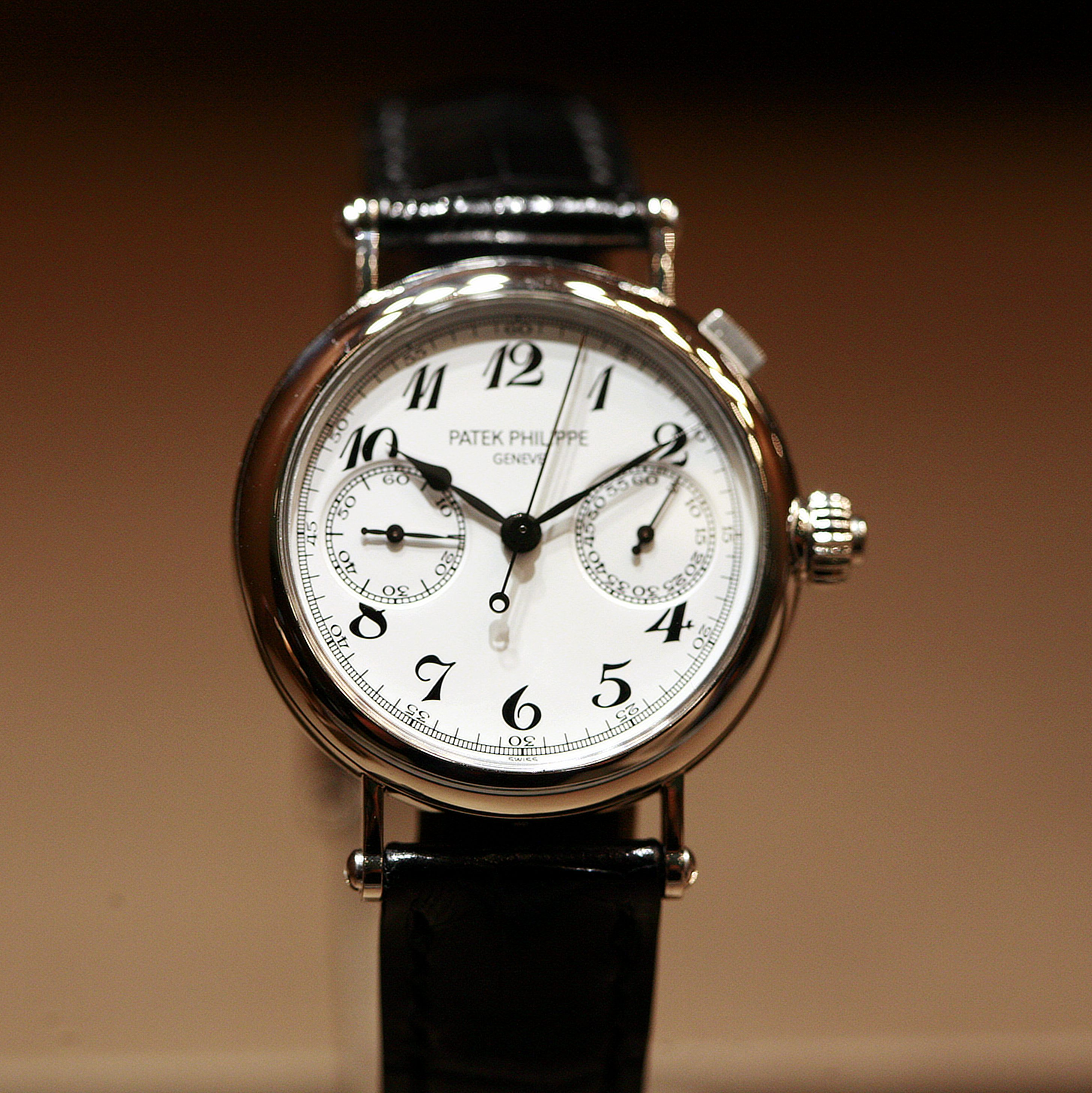
Đồng hồ nhiều kim
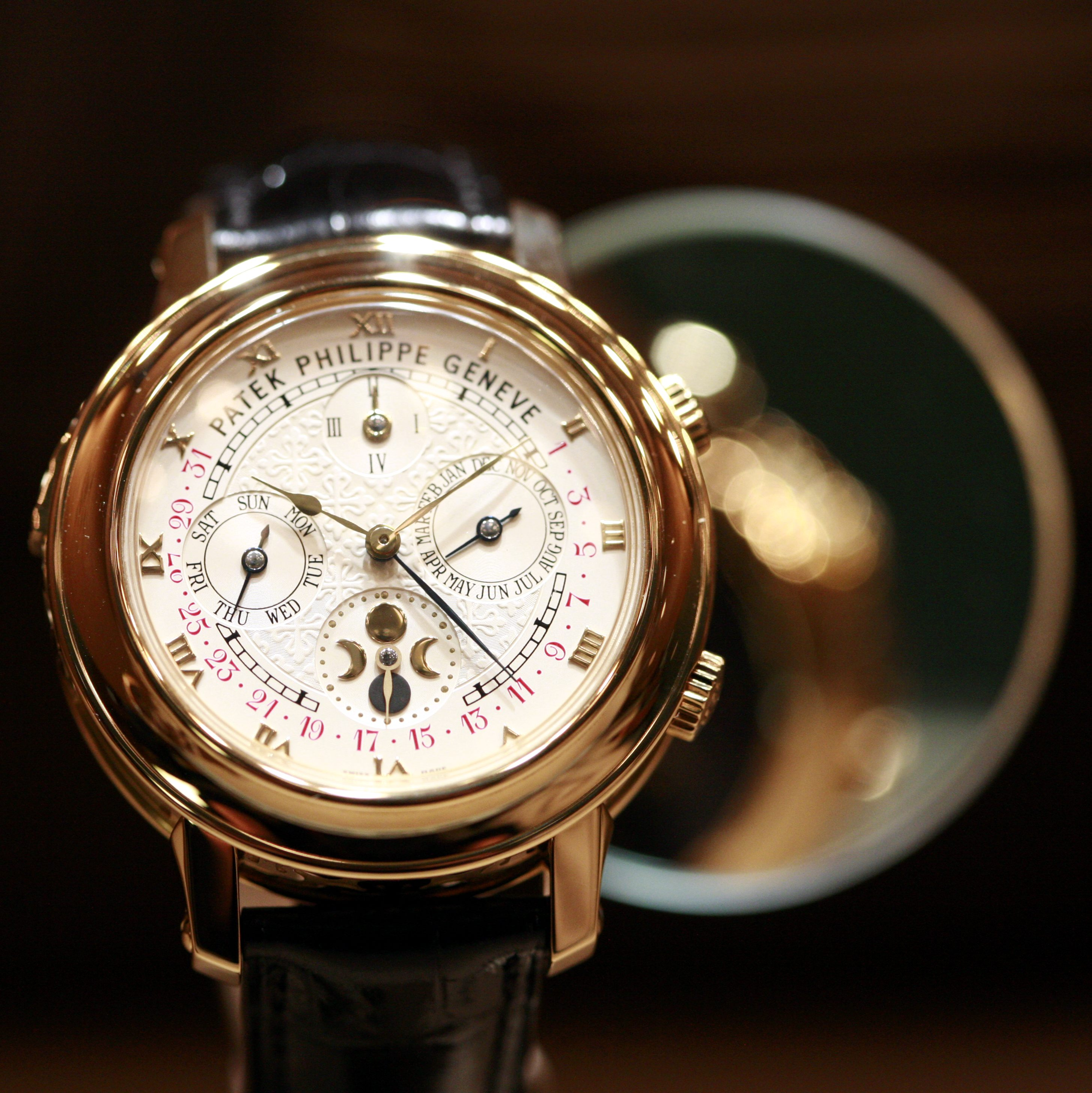
Lịch vạn niên kiêm đồng hồ đeo tay moonphase
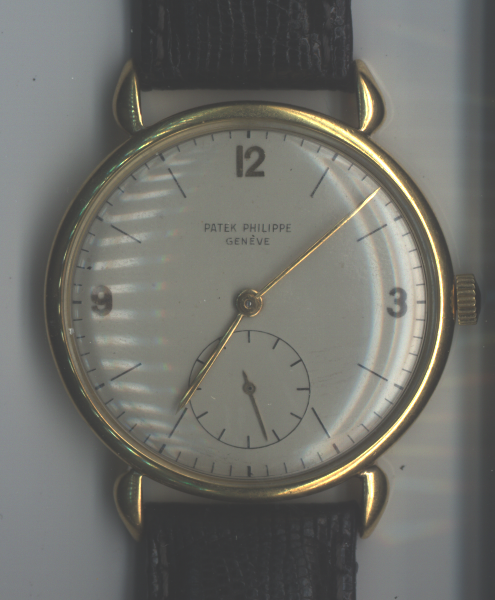
Đồng hồ từ thập niên 1940, Ref. 1543
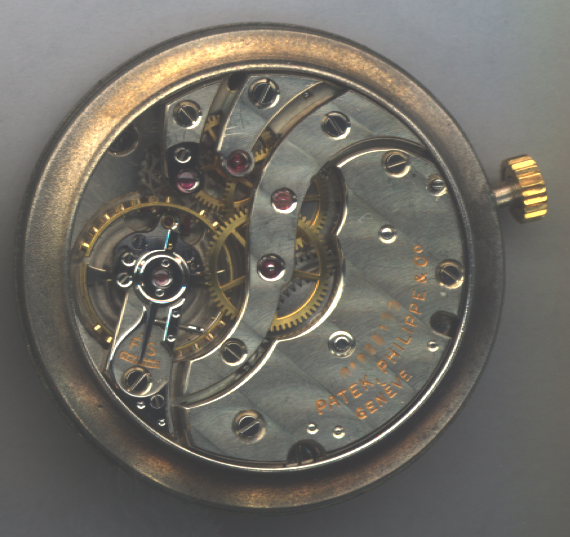
Bên trong đồng hồ, Ref. 1543
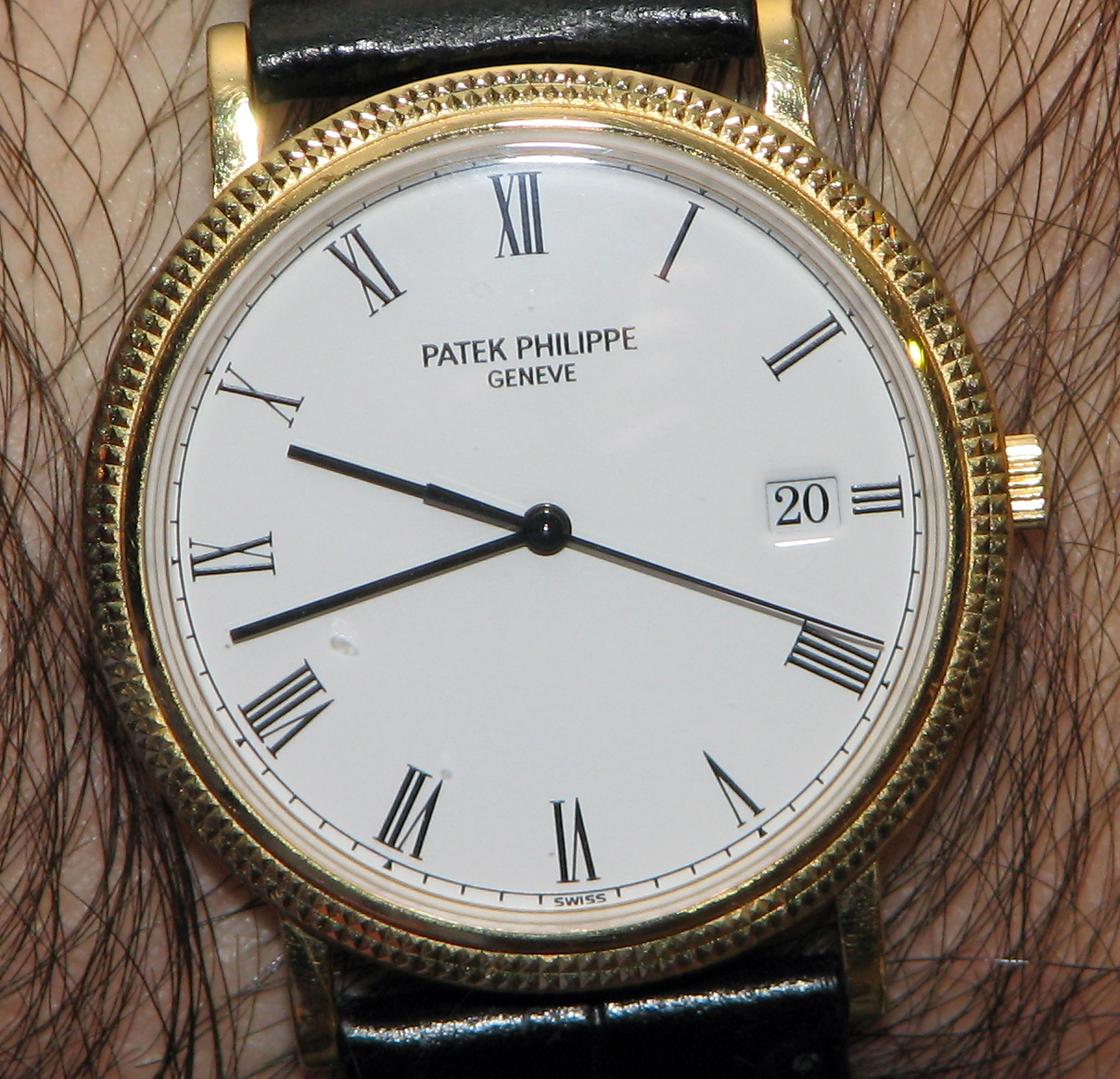
Đồng hồ nam Calatrava bằng vàng, có kim giây và hiển thị ngày